# سد إغزر أوفتيس
سد إغزر أوفتيس أو سد درقينة هو سد مائي من الخرسانة بطول 2 كـم (1 ميل) يقع في قرية إغزر أوفتيس في وسط بلدية درقينة قرب محطة كهرباء درقينة على وادي إغزر أوفتيس في دائرة درقينة بولاية بجاية في الجزائر. شيد ما بين 24 أوت 1945م و26 فيفري 1950م، ويستعمل أساسا في توفير ماء الشرب وماء الري.

## الوصف
كانت بداية أشغال سد إغزر أوفتيس بتاريخ 24 أوت 1945م من طرف الاحتلال الفرنسي للجزائر لتدوم خمس سنوات حتى بداية الخدمة بتاريخ 26 فيفري 1950م.
ويبلغ حجم المياه الممكن تخزينها في «سد إغزر أوفتيس» قبل التوحل قيمة 225,000 م3 (294,289 ياردة3).

## السد الخرساني
ينتمي سد إغزر أوفتيس إلى صنف السد القوسي [الفرنسية] المصنوع بالخرسانة.
ويبلغ ارتفاعه 30 م (98 قدم) وقدرة تخزينه 225,000 م3 (294,289 ياردة3).

## فوائد السد
تتمثل فائدة سد إغزر أوفتيس، بالإضافة إلى توفير مياه الشرب والري، في تشغيل محطة توليد الكهرباء بواسطة الطاقة الكهرمائية في بلدية درقينة.
كما يُعتبر ذا أهمية كبيرة فيما يخص اقتصاد الجزائر وولاية بجاية وما حولها من ولايات الجزائر.
وقد بلغ حجم المياه المخزنة في السد خلال سنة 2006م ما مقداره 102,000,000 م3 (133,410,963 ياردة3) أي ما يمثل 66,23 % من حجم التخزين الأقصى.
ويسمح هذا السد بضبط تدفق المجرى المائي [الفرنسية] في وادي إغزر أوفتيس أثناء تشبع المجرى المائي [الفرنسية]، بالإضافة إلى الفائدة البيئية المترتبة عن وجود هذا المسطح المائي المساعد على تكاثر وتطور التنوع الحيوي.

## محطة كهرباء درقينة
تقوم مياه سد إغزر أوفتيس بتشغيل محطة توليد الكهرباء بواسطة الطاقة الكهرمائية في بلدية درقينة، وذلك كدعم ثانوي لمياه سد إيغيل أمدة الواقع في دائرة خراطة.
وكانت هذه المحطة الكهربائية تغطي حوالي 40 % من احتياجات الطاقة الكهربائية في الجزائر إلى غاية عقد 1970م.
وقد لعبت محطة كهرباء درقينة دورا هاما بواسطة سد إغزر أوفتيس وسد إيغيل أمدة وسد شعبة الآخرة في تزويد الجزائر بالكهرباء أثناء انقطاع الطاقة الشامل الذي حدث في 3 فيفري 2003م.

## المستجمع المائي
تبلغ مساحة المستجمع المائي الذي يمون «سد إغزر أوفتيس» ما قيمته 44 كـم2 (17 ميل2).
كما أن الارتفاع المتوسط لهذه المنطقة الرطبة هو 750 م (0.466 ميل).
ويصل قياس هطول المطر [الفرنسية] المتوسط في هذا المستجمع المائي ما قيمته 1,300 مـم (51 بوصة).
ويصل تدفق المجرى المائي [الفرنسية] المتوسط في وادي إغزر أوفتيس وهذا المستجمع المائي ما قيمته 5.8 م3/ث (7.6 ياردة3/ث).
أما بالنسبة لمعامل كروب [الإنجليزية] فيصل إلى قيمة متوسطة تتراوح بين 150 و300.

## التوحل
لا يعاني «سد إغزر أوفتيس» من مشكل تجمع الوحل في قاعه بسبب كون إنشائه في 1950م قد زوده بأجهزة خاصة لتفادي توحله ونقص حجم تخزين المياه فيه.
وهذه الأجهزة هي بطاريات صمامات وصمامات صغيرة مثبتة مباشرة في أسفل السد.

## جدار السد
يبلغ ارتفاع جدار السد في «سد إغزر أوفتيس» ما مقداره 30 م (0.019 ميل).
كما يبلغ عرض هذا الجدار قيمة 60 م (0.037 ميل)، وذلك تبعا لتصميم المهندسين قبل إنجاز السد من أجل تفادي تشقق وانهيار المنشأة في حال حدوث زلازل بحكم وقوع بلدية درقينة في منطقة خطر زلزالي [الفرنسية].

## الموقع
يقع «سد إغزر أوفتيس» غير بعيد عن وادي إغزر أوفتيس في ولاية بجاية على بعد 51 كلم إلى الجنوب الغربي من ميناء بجاية، وعلى بعد 26 كلم إلى الغرب من وادي أماسين وعلى بعد 11 كلم إلى الجنوب الشرقي من وادي الصومام.
وهذا الموقع الرائع في جبال جرجرة المطلة على حوض الصومام، يجعل منه موقعا استراتيجيا مقابلا للطريق الوطني رقم 9.
ويقع «سد إغزر أوفتيس» على بعد 49 كلم إلى الجنوب الغربي من مدينة بجاية، ويطل على وادي الصومام.
ويوجد هذا السد قرب مرتفعات منطقة القبائل.

## التنزه والترفيه
يقصد سكان بلدية درقينة ضفاف «سد إغزر أوفتيس» من أجل السباحة والتنزه والاستجمام.
كما يقصد سكان البلديات والولايات المجاورة هذا المكان من أجل السباحة والغطس والإبحار في القوارب.
كما يتم تناول الطعام في الهواء الطلق تحت ظل أشجار الزيتون، والمشي على الأقدام على طول ضفاف السد.

## صيدالأسماك
تمت تهيئة أماكن في ضفاف «سد إغزر أوفتيس» من أجل السماح بتطوير مهنة الصيد الهاوي لأسماك المياه العذبة.
فالاستغلال الاقتصادي الناجع لهذه المنشأة اقتضى دعم تربية الأسماك في مياه السد كالشبوط الشائع والوراطة.

## مخاطر السد
يمثل «سد إغزر أوفتيس»، مع سد تيشي حاف وسد إيغيل أمدة، مصدر خطر على المواطنين الذين يقصدونه للاستجمام والتنزه والسباحة والإبحار بالقوارب.
ذلك أن نقص مراكز الحماية المدنية الجزائرية على مستوى هذه السدود لمراقبة المواطنين وحراسة المنشآت يجعل هذه المواقع مصدر خطر على المتنزهين والسباحين.

## مكتبة الصور

موقع بلدية درقينة
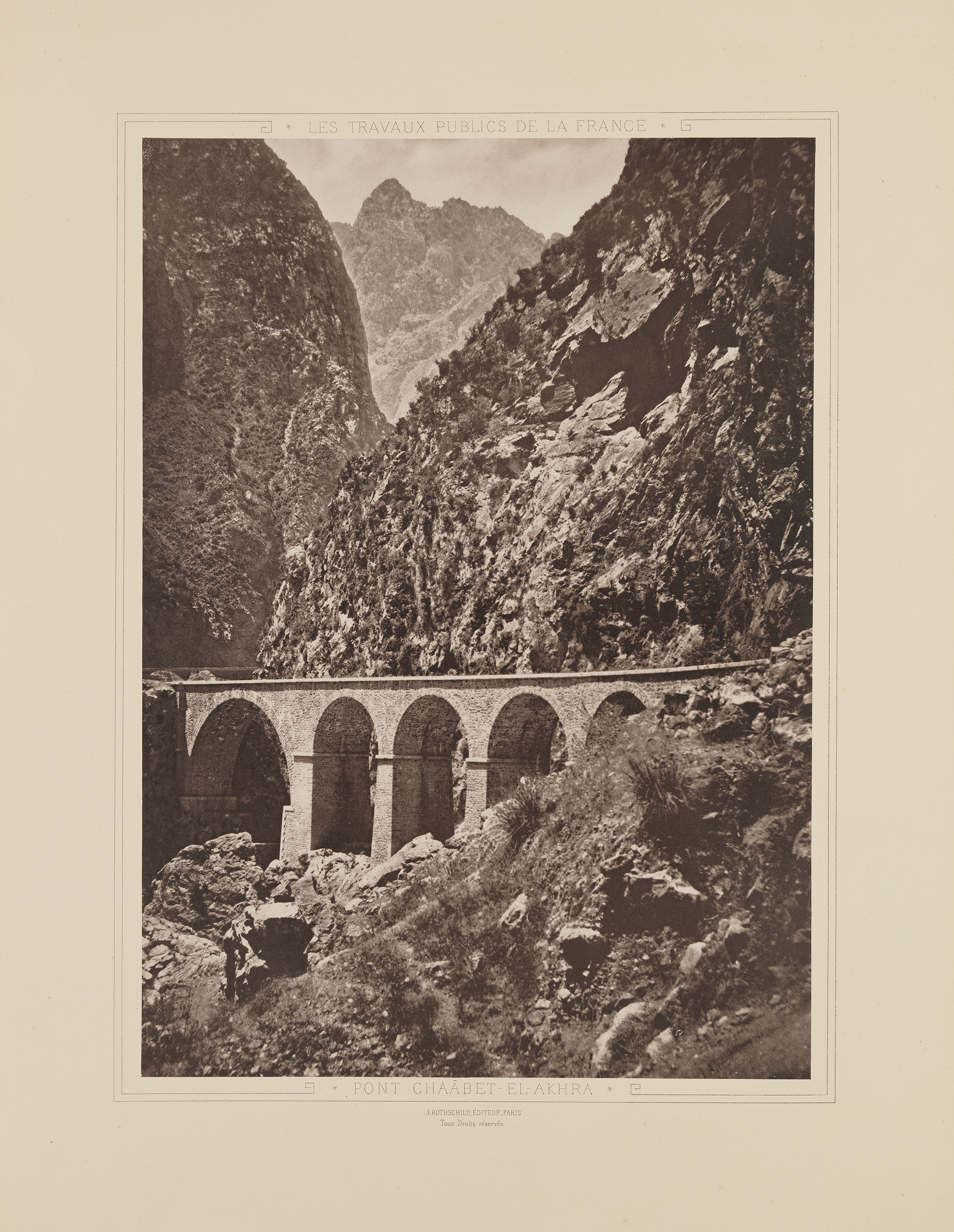
أخدود خراطة [الفرنسية]

### مواضيع ذات صلة
- وزارة الموارد المائية الجزائرية
- قائمة سدود الجزائر
- قائمة وديان الجزائر
- المجاري المائية في الجزائر
- مشكل المياه في الجزائر
- ولاية بجاية
- دائرة درقينة
- بلدية درقينة
- قرية إغزر أوفتيس
- وادي إغزر أوفتيس

### فيديوهات
- الشلال المائي في سد إغزر أوفتيس على يوتيوب
- شلال مائي في قرية إغزر أوفتيس على يوتيوب
- جولة بالدراجة النارية من قرية إغزر أوفتيس إلى غاية مدينة درقينة على يوتيوب

### وصلات خارجية
- الموقع الرسمي لوزارة الموارد المائية الجزائرية نسخة محفوظة 31 ديسمبر 2017 على موقع واي باك مشين.